# Baby Jane
Baby Jane ist ein Popsong von Rod Stewart aus dem Jahr 1983, der von ihm und Jay Davis geschrieben wurde. Er erschien auf dem Album Body Wishes.

## Geschichte
Für die Produktion waren Rod Stewart, Tom Dowd, George Cutko und Jim Cregan verantwortlich. Die Veröffentlichung war am 27. Mai 1983, in Großbritannien, Irland, Deutschland, Spanien, Südafrika und Belgien wurde das Stück ein Nummer-eins-Hit. Nach Da Ya Think I'm Sexy war es die erfolgreichste Single und der letzte Nummer-eins-Hit für Stewart in Großbritannien.

## Musikvideo
Das Musikvideo ist surrealistisch angehaucht. Zu Beginn des Clips trinkt eine Frau (die die von Rod Stewart besungene Baby Jane darstellt) aus einem Strohhalm, Rod Stewart versteckt sich hinter einer Wand und dabei wackelt an einer Decke ein Kronleuchter, dessen Kristalle auf den Boden fallen. Danach trinkt Rod Stewart aus einem Glas, während ein Schachcomputer Schach spielt und Stewart vor einem großen, runden Bildschirm steht. Auf dem Bildschirm sieht er sich selbst den Song singen. Bei seiner Performance kommt er auch aus seiner Wand hervor, aus einer Pfütze treibt ein paar Schuhe aufwärts, Stewart sieht man auch in einem Käfig, spielt den Song auch mit einer Begleitband, er sitzt auch und trinkt erneut aus dem Glas, er steht auf und einige Male sieht man die Frau vom Anfang. Am Ende steht Rod Stewart erneut im selben Käfig.

## Kommerzieller Erfolg

### Chartplatzierungen
| ChartsChartplatzierungen       | Höchstplatzierung | Wochen/ Monate |
| ------------------------------ | ----------------- | -------------- |
| Deutschland (GfK)              | 1 (21 Wo.)        | 21 Wo.         |
| Österreich (Ö3)                | 3 (3 Mt.)         | 3 Mt.          |
| Schweiz (IFPI)                 | 2 (11 Wo.)        | 11 Wo.         |
| Vereinigte Staaten (Billboard) | 14 (14 Wo.)       | 14 Wo.         |
| Vereinigtes Königreich (OCC)   | 1 (14 Wo.)        | 14 Wo.         |

| ChartsJahrescharts (1983)    | Platzierung |
| ---------------------------- | ----------- |
| Deutschland (GfK)            | 9           |
| Schweiz (IFPI)               | 14          |
| Vereinigtes Königreich (OCC) | 21          |

### Auszeichnungen für Musikverkäufe
| Land/Region                  | Auszeichnungen für Musikverkäufe (Land/Region, Auszeichnung, Verkäufe) | Verkäufe  |
| ---------------------------- | ---------------------------------------------------------------------- | --------- |
| Deutschland (BVMI)           | Gold                                                                   | 250.000   |
| Frankreich (SNEP)            | Gold                                                                   | 500.000   |
| Vereinigtes Königreich (BPI) | Gold                                                                   | 400.000   |
| Insgesamt                    | 3× Gold ·                                                              | 1.150.000 |

Hauptartikel: Rod Stewart/Auszeichnungen für Musikverkäufe

## Coverversionen
- 1997: Roger Chapman
- 2006: Belle and Sebastian
- 2022: Heidi Klum und Snoop Dogg (Chai Tea with Heidi)[11]